# Campeonato Juvenil Africano de 1997
El campeonato Juvenil Africano del año 1997 se jugó del 23 de marzo al 5 de abril en Marruecos y contó con la participación de 8 selecciones juveniles de África que salieron de una fase eliminatoria.
El anfitrión Marruecos venció en la final a Sudáfrica para ganar el título de campeón por primera vez.

## Eliminatoria

### Primera ronda
| Equipo 1     | Agr.        | Equipo 2        | Ida | Vuelta |
| ------------ | ----------- | --------------- | --- | ------ |
| Argelia      | 3-3 (a)     | Túnez           | 2-0 | 1-3    |
| Burkina Faso | 1-1 (a)     | Guinea          | 0-0 | 1-1    |
| Ghana        | 5-2         | Senegal         | 2-0 | 3-2    |
| Nigeria      | 6-3         | Chad            | 5-1 | 1-2    |
| Sudán        | 2-1         | Kenia           | 2-0 | 0-1    |
| Egipto       | 5-5 (2-1 p) | Etiopía         | 5-0 | 0-5    |
| Reunión      | 0-7         | Zimbabue        | 0-2 | 0-5    |
| Sudáfrica    | 5-1         | Mauricio        | 2-0 | 1-3    |
| Angola       | 5-2         | Botsuana        | 3-1 | 2-1    |
| Malí         | 3-01        | Mauritania      | 3-0 | -      |
| Benín        | 0-11        | Costa de Marfil | 0-1 | -      |
| Burundi      | w.o.2       | Tanzania        | -   | -      |
| Camerún      | w.o.3       | Togo            | -   | -      |
| Malaui       | w.o.3       | Zambia          | -   | -      |

1- La serie se jugó a partido único.

2- Burundi fue suspendido por la CAF antes del torneo.

3- Togo y Malaui abandonaron el torneo.

### Segunda ronda
| Equipo 1        | Agr. | Equipo 2 | Ida | Vuelta |
| --------------- | ---- | -------- | --- | ------ |
| Malí            | 3-2  | Argelia  | 3-2 | 0-0    |
| Nigeria         | 2-5  | Sudán    | 2-1 | 0-4    |
| Costa de Marfil | 5-3  | Camerún  | 5-2 | 0-1    |
| Burkina Faso    | 1-3  | Ghana    | 1-1 | 0-2    |
| Egipto          | 2-1  | Zimbabue | 2-1 | 0-0    |
| Sudáfrica       | 4-0  | Tanzania | 3-0 | 1-0    |
| Zambia          | 2-0  | Angola   | 1-0 | 1-0    |

## Participantes
| - Costa de Marfil - Egipto - Ghana - Malí | - Marruecos (anfitrión) - Sudáfrica - Sudán - Zambia |

## Fase de grupos

### Grupo A
| País      | J | G | E | P | GF | GC | GD | Pts |
| --------- | - | - | - | - | -- | -- | -- | --- |
| Ghana     | 3 | 3 | 0 | 0 | 6  | 0  | +6 | 9   |
| Marruecos | 3 | 1 | 1 | 1 | 2  | 1  | +1 | 4   |
| Egipto    | 3 | 1 | 1 | 1 | 2  | 2  | 0  | 4   |
| Sudán     | 3 | 0 | 0 | 3 | 1  | 8  | –7 | 0   |

| 23 de marzo | Marruecos | 0–0 | Egipto    |
|             | Sudán     | 0–4 | Ghana     |
| 25 de marzo | Egipto    | 0–1 | Ghana     |
|             | Marruecos | 2–0 | Sudán     |
| 27 de marzo | Egipto    | 2–1 | Sudán     |
|             | Ghana     | 1-0 | Marruecos |

### Grupo B
| País            | J | G | E | P | GF | GC | GD | Pts |
| --------------- | - | - | - | - | -- | -- | -- | --- |
| Costa de Marfil | 3 | 2 | 1 | 0 | 6  | 2  | +4 | 7   |
| Sudáfrica       | 3 | 2 | 0 | 1 | 4  | 3  | +1 | 6   |
| Zambia          | 3 | 0 | 2 | 1 | 4  | 5  | –1 | 2   |
| Malí            | 3 | 0 | 1 | 2 | 4  | 8  | –4 | 1   |

| 24 de marzo | Malí            | 2–2 | Zambia          |
|             | Sudáfrica       | 0–1 | Costa de Marfil |
| 26 de marzo | Zambia          | 1–1 | Costa de Marfil |
|             | Malí            | 1–2 | Sudáfrica       |
| 28 de marzo | Sudáfrica       | 2–1 | Zambia          |
|             | Costa de Marfil | 4–1 | Malí            |

## Fase final

### Semifinales
| Equipo 1  | Resultado   | Equipo 2        |
| --------- | ----------- | --------------- |
| Sudáfrica | 1-1 (4-3 p) | Ghana           |
| Marruecos | 2-1         | Costa de Marfil |

### Tercer lugar
| Equipo 1 | Resultado | Equipo 2        |
| -------- | --------- | --------------- |
| Ghana    | 0-2       | Costa de Marfil |

### Final
| Equipo 1  | Resultado | Equipo 2  |
| --------- | --------- | --------- |
| Sudáfrica | 0-1       | Marruecos |

## Campeón
| Campeonato Juvenil Africano 1997 |
| -------------------------------- |
| Bandera de Marruecos             |
| Marruecos 1º Título              |

## Clasificados al Mundial Sub-20
| - Costa de Marfil - Ghana | - Marruecos - Sudáfrica |